# Чемпіонат Дрогобицької області з футболу
Чемпіонат Дрогобицької області з футболу — футбольні змагання серед аматорських команд, які проводилися за різною схемою у 1940 р. та упродовж 1946-1959 рр. Найчастіше турнір проходив окремо для міських та сільських колективів. У деяких роках за змішаною системою. Наприклад у 1952 р. в змаганнях заявилося 33 команди, з них 8 у зоні міст, а 25 - районів. А у 1954 р. кількість учасників зросло до 35 команд, розділених на 5 зон. У 1957 р. обласний комітет з фізичної культури і спорту (голова Андрій Гавришків) ухвалив рішення провести два чемпіонати області. Літньо-осінній турнір присвятили 40-й річниці приходу більшовиків до влади в Петрограді. Незмінний чемпіон останніх років дрогобицький "Нафтовик" участі у ньому не брав, оскільки змагався у першості УРСР серед КФК. У 1958 р. обласний чемпіонат зазнав змін щодо системи нарахування очок. Того року за перемогу нараховували 3 бали, нічию - 2, поразку - 1, неявку на гру - 0. Влітку 1958 р. спортивне керівництво Дрогобицької області знову ухвалило рішення щодо проведення літньо-осіннього чемпіонату, присвяченого цього разу 40-річчю з часу утворення Комуністичної партії України та 41-річниці встановлення більшовицької влади в Росії.

## Історична довідка
Дрогобицька область була утворена 4 грудня 1939 р. в складі УРСР. Територія 9,6 тис. кв. км. В області було 25 районів, 17 міст, 9 селищ міського типу, 405 сільських рад. Найбільші міста станом на другу половину 1950-х років Дрогобич (37000), Стрий (36000), Борислав (30000), Самбір, Трускавець, Моршин. Ліквідована у травні 1959 р.

## Чемпіони і призери Дрогобицької області
| Сезон                    | Чемпіон                                     | 2 місце                  | 3 місце                    |
| 1940 (весна)             | «?» (Стрий)                                 | ?                        | ?                          |
| 1940 (осінь)             | «Нафтовик» (Борислав)                       | «17 вересня» (Перемишль) |                            |
| 1946                     | «Спартак» (Дрогобич)                        | «Динамо» (Старий Самбір) | ?                          |
| 1947                     | «Більшовик» (Самбір) ?                      | ?                        |                            |
| 1948                     | ?                                           | ?                        |                            |
| 1949                     | ?                                           |                          |                            |
| 1950 (чемпіонат міст)    | «Більшовик-І» (Самбір)                      | «Локомотив» (Стрий)      | «Нафтовик» (Стрий)         |
| 1950 (чемпіонат районів) | «?» (Судова Вишня)                          | «?» (Нижанковичі)        | «?» (Добромиль)            |
| 1951                     | «Спартак» (Дрогобич)                        | «Іскра» (Самбір)         | «Червона зірка» (Жидачів)  |
| 1952                     | «Іскра» (Самбір)                            | «Колгоспник» (Сколе)     | «Динамо» (Дрогобич)        |
| 1953                     | «Нафтовик» (Дрогобич)                       | «Нафтовик» (Стрий)       | «Колгоспник» (Добромиль)   |
| 1954                     | «Нафтовик» (Дрогобич)                       | «Нафтовик» (Стрий)       | «Нафтовик» (Борислав)      |
| 1955                     | «Нафтовик» (Дрогобич)                       | «Спартак» (Самбір)       | «Червона зірка» (Жидачів)  |
| 1956                     | «Нафтовик-2» (Дрогобич)                     | «Нафтовик» (Борислав) ?  | «Нафтовик» (Східниця) ?    |
| 1957                     | «Буревісник» (Самбір)                       | «Нафтовик» (Борислав)    | Стрий                      |
| 1958                     | «Спартак» (Дрогобич)                        | «Авангард» (Стрий)       | «Колгоспник» (Нижанковичі) |
| 1959                     | «Спартак» (Дрогобич) або «Авангард» (Стрий) | ?                        | ?                          |